# Velika Braina
Velika Braina (en serbe cyrillique : Велика Браина) est un village de Serbie situé dans la municipalité de Medveđa, district de Jablanica. Au recensement de 2011, il comptait 27 habitants.

## Démographie
| 1948 | 1953 | 1961 | 1971 | 1981 | 1991 | 2002 | 2011 |
| ---- | ---- | ---- | ---- | ---- | ---- | ---- | ---- |
| 289  | 291  | 231  | 125  | 84   | 59   | 21   | 27   |

|  |